# ベイエフエム
株式会社ベイエフエムは、千葉県千葉市美浜区の幕張新都心に本社を置く、千葉県を放送対象地域として超短波放送（FMラジオ放送）をする特定地上基幹放送事業者である。愛称はBAYFM。BAYFM78と表記する場合もある。

## 概要
キャッチフレーズは局ロゴにも掲げられている「LOVE OUR BAY」（ラヴ・アワ・ベイ）。サウンドステッカーとして「LOVE OUR BAY」のほか、「Beat of the Bay」も用いられる。コールサインはJOGV-FM。2019年4月より1年間、開局30周年イヤーを記念して「いままでも、そしてこれからもあなたのそばに」をコンセプトとした「bay with you」（ベイ・ウィズ・ユー）も併用。
日本プロサッカーリーグチームジェフユナイテッド市原・千葉のスポンサーで、蒲田健と酒井道代がスタジアムDJを務める。千葉商科大学サービス創造学部の公式サポーターである。
聴取率調査期間（首都圏他局は「スペシャルウィーク」などと称する） は「POWER WEEK（パワーウィーク）」と称することが多い。

## 事業所
- 本社：〒261-7127 千葉県千葉市美浜区中瀬2丁目6番1号 ワールドビジネスガーデンマリブウエスト棟27階
- 東京支社：〒104-0061 東京都中央区銀座3丁目11番13号 松本銀座ビル6階
- 大阪事務所：〒530-0044 大阪府大阪市北区東天満2丁目2番17号 東天満パークビル6階[広報 1]

## 沿革
- 1984年（昭和59年） - 郵政省（現・総務省）が山形・埼玉・千葉・奈良・岡山・徳島・鹿児島の7県に県域民放FM局の周波数を割り当て。
- 1988年（昭和63年）
  - 9月12日 - 予備免許取得[3]。
  - 10月28日 - 株式会社エフエムサウンド千葉設立[注釈 1]。
- 1989年（平成元年）
  - 7月 - 試験放送開始[YouTube 1][YouTube 2]。
  - 9月19日 - 本免許取得[4]。
  - 9月19日 - サービス放送開始[4]。
  - 10月1日[5] - FMでは全国32番目に開局[注釈 2][5]。愛称を「bayfm」とする[5]
  - 南関東3県では、周波数割り当てが2年早かった神奈川県域は1985年（昭和60年）に開局、周波数割り当てが本局と同時だった埼玉県域は1988年（昭和63年）に開局したが、本局はやや遅れた。
  - 500万人以上の都道府県を対象とする県域民放FM局では兵庫エフエム放送（本局の1年後に開局）に次いで2番目に遅かった。なおこのKiss-FM（当時）へは「LAWSON BETWEEN THE LINES」という番組を送出している。
- 1990年（平成2年）7月 - この年から毎年恒例になっているサマーキャンペーン開始。
- 1991年（平成3年）12月23日 - 「スタジオ・マリブ」を開設[6]。
- 1992年（平成4年）7月 - BOSEと共同開発した音響機器、「bayfm78BOSE」を発売。
- 1996年（平成8年）12月 - オフィシャルウェブサイトを開設。
- 1998年（平成10年）2月 - 一部の番組で音声ストリーミング配信サービスをスタート。
- 1999年（平成11年）
  - 5月 - 「幕張メッセ“どきどき”フリーマーケット」から公開放送をスタート。
  - 7月 - 携帯サイトがスタート。GLAYが幕張メッセの駐車場で20万人ライブ「GLAY EXPO'99」を開催[注釈 3]。
  - 12月 - ポケットベル情報配信サービスをスタート[注釈 4]。
- 2001年（平成13年）5月 - 前述「フリーマーケット」を、この年から幕張メッセと共に主催。
- 2003年（平成15年）11月 - 携帯サイトが各社公式コンテンツになる。
- 2004年（平成16年）10月1日 - 開局15周年を期に商号を株式会社ベイエフエムに変更[7][注釈 5]。
- 2006年（平成18年）12月1日 - 9:00に本社機能をスタジオマリブのある幕張新都心のワールドビジネスガーデンに移転・集約[注釈 6]。
- 2009年（平成21年）
  - 開局20年を記念しキャッチフレーズに「Love our future」を追加する。
  - 10月1日 - 開局20周年。
- 2011年（平成23年）
  - 1月26日 - KDDIが提供するauの携帯電話・スマートフォン向けのインターネットサイマル放送サービス「LISMO WAVE」で配信を開始[注釈 7]。
  - 3月11日 - 東日本大震災の影響を受け、当分の間（一部は3月31日）番組編成を変更[注釈 8]。
  - 4月12日 - 10:00にインターネットでのサイマル放送「radiko」にて試験配信を開始。
  - 10月12日 - radikoが本配信に移行し、当初の配信エリアは千葉県、東京都、神奈川県、埼玉県の1都3県となる。
- 2013年（平成25年）7月1日 - radikoの配信エリアを茨城県、栃木県、群馬県へ拡大。
- 2014年（平成26年）
  - 4月1日 - 「radiko.jpプレミアム」で日本全国への配信を開始。
  - 10月1日 - 開局25周年。
- 2019年（平成31年／令和元年）
  - 3月30日 - STUDIO SKY GATEならびにSTUDIO IKSPIARIからの公開放送を終了し、4月からKEIYOGINKO POWER COUNTDOWN REAL（スタジオイクスピアリ）とSKY GATE KISS&SMILE（スタジオスカイゲート）は本社スタジオからの生放送に変更。
  - 9月9日 - 令和元年房総半島台風（台風15号）の影響で、特に千葉県を中心に甚大な被害が発生。特別態勢を敷くこととなり、各番組で毎正時ごとにおおむね5分 - 10分、ベイエフエムが地元自治体と確認が取れたライフライン情報を提供。
  - 9月30日 - 「LISMO WAVE」のサービス終了に伴い、同サービスによる配信を終了。
  - 10月1日 - 開局30周年。これを受けて、10月13日に幕張メッセでリスナー1万人を無料招待した記念イベント『幕張メッセ×bayfm 30th ANNIVERSARY SPECIAL THANKS PARTY』を実施予定だったが、令和元年東日本台風（台風19号）の接近により中止となった[広報 4]。
- 2020年（令和2年）
  - 4月1日 - 毎週月 - 木曜日の12:00 - 12:51に放送の「YAMAMAN presents MUSIC SALAD FROM U-kari STUDIO」が、新型コロナウイルス感染症の感染拡大防止のため、U-kari STUDIOからbayfm本社のSTUDIO MARIVEからの生放送に変更し、毎年5月のGWに開催する「幕張メッセ“どきどき”フリーマーケット」の中止も発表された。
  - 6月22日 - 新型コロナウイルス感染症拡大防止のため、「YAMAMAN presents MUSIC SALAD FROM U-kari STUDIO」は、bayfm本社スタジオからの放送としていたが、同日から「U-kari Studio」での公開生放送を再開した。サイン会やツーショット撮影などは中止している。
  - 7月23日 - 毎年夏の恒例となっていたサマーキャンペーンに代わり、「bayfm 2020 CAMPAIGN～bay with you～」が開催された。
  - 10月19日 - 同日から1週間、「bayfmからのON返し! 秋の大感謝祭!」が開催された。これは、番組にメッセージを送るだけで、日替わりで秋を満喫できる豪華賞品が当たるという「パワーウィーク」に似たような企画であった。
- 2021年（令和3年）
  - 3月1日 - 毎週月 - 木曜日の12:00 - 12:51に放送の「YAMAMAN presents MUSIC SALAD FROM U-kari STUDIO」が、新型コロナウイルス感染症の感染拡大防止のため、4月1日までU-kari STUDIOの公開生放送からbayfm本社のSTUDIO MARIVEから非公開生放送に変更した。
  - 4月下旬、千葉市蘇我スポーツ公園で開催の「JAPAN JAM 2021」をコロナ禍を理由に、開催直前で「主催名義」を降板した。
  - 8月2日 - 毎週月 - 木曜日の12:00 - 12:51に放送の「YAMAMAN presents MUSIC SALAD FROM U-kari STUDIO」が、新型コロナウイルス感染症の緊急事態宣言のため、8月31日までU-kari STUDIOの公開生放送からbayfm本社のSTUDIO MARIVEから非公開生放送に変更した。
- 2024年（令和6年）
  - 1月1日 - 開局35周年に向け、愛称およびロゴマークを従来のbayfm78（小文字）からBAYFM78（大文字）に変更する。併せて、ステーションメッセージを「LOVE OUR BAY」のみに変更。[広報 1][8]
  - 9月30日 - ヘビーローテーションのタイトルを「JOGV-FM POWER PLAY」から「BAYFM POWER PLAY」に変更。

## 中継局
| 親局   | 周波数  | 空中線電力 | 備考                                                   |
| ------ | ------- | ---------- | ------------------------------------------------------ |
| 千葉   | 78.0MHz | 5kW        | 送信所は船橋市三山 千葉テレビ放送、NHK千葉放送局と共用 |
| 中継局 | 周波数  | 空中線電力 | 備考                                                   |
| 銚子   | 79.3MHz | 30W        |                                                        |
| 勝浦   | 87.4MHz | 100W       |                                                        |
| 館山   | 77.7MHz | 10W        |                                                        |
| 白浜   | 79.7MHz | 1W         |                                                        |

出典

## 送出概要・ID
- 5:00起点、24時間終日放送。月曜（日曜深夜）は1:00[注釈 9] - 5:00で放送休止。
  - 2023年3月までは、日曜も終日放送が行われていたが、この改編で廃止された。ただし、それでも不定期で日曜深夜〈月曜未明〉に休止。[注釈 10]
  - 休止時間中に試験電波を発射することもある。
  - 連日終夜放送期間中は後述する「周波数告知ジングル」がオープニング・クロージングを兼ねており、同じものを流していたが、休止時間を設けるようになってからは新たに情報アナウンサー高島由紀子の音声でエンディング分で、「放送開始まで今しばらくお待ちください。」と締められている。

- 4:50 - 5:00までの間はタイムテーブル上は休止枠であるが、radikoでは「PROGRAM」として以下の流れで放送される。
  - 4:51頃にバズーカ山寺（山寺宏一）[注釈 11]の音声で周波数告知ジングルが流れ、その後はフォーンクルック幹治[注釈 12]による「BRAND NEW HOTLINE」「BAYFM POWER PLAY」が流れ、CMを挟んで月曜朝の番組へつながる。
  - ただし、月1回放送の自己批評番組『BAYFMノート』放送日は周波数告知ジングルが流れて『BAYFMノート』を放送。
  - 終夜放送時は以下の流れであった。

「THE SELEC-TONE」に続く「Brand-new Hotline」が終了後、定期試験としてサンバ調の音楽を左右チャンネルやモノラルなど切り替えながら約3分間流したのち、無音とテストトーンに続き、4:57頃にバズーカ山寺（山寺宏一）の音声で周波数告知ジングルが流し、その後、PowerplayとCMを挟んで月曜朝の番組となる。
- 2021年5月現在は、毎週日曜日の5:00前も周波数告知ジングルが入る。以前は全曜日で流れたが、5時は時報スポンサーがおらずに時報告知のアナウンスを変更した。日曜日5時の時報はスポンサーCMがあり、周波数告知ジングルは流れる。
- 2022年3月26日まで、毎週土曜日の『TOKYO GAS CURIOUS HAMAJI』の放送時間の11時にも、周波数告知ジングルが入っていた。

### 可聴エリア
- 可聴エリアはBAYFMの公式資料によると、千葉県全域、東京都（多摩西部を除く）、神奈川県東部、埼玉県（秩父地域を除く）、茨城県（北部を除く）、栃木県南部・東部、群馬県東部などとなっている[広報 5]。
- 千葉県と隣接する茨城県は県域の民放FM局が存在しない[注釈 16]ため、千葉テレビ放送同様に茨城県のリスナーに向けてのニュースやCMなどを提供している。

## 資本構成
企業・団体の名称、個人の肩書は当時のもの。出典：

### 2015年3月31日 - 2016年3月31日
| 資本金 | 発行済株式総数 | 株主数 |
| ------ | -------------- | ------ |
| 8億円  | 16,000株       | 141    |

| 株主             | 株式数  | 比率   |
| ---------------- | ------- | ------ |
| 千葉県           | 1,600株 | 10.00% |
| 千葉日報社       | 1,290株 | 08.06% |
| 千葉テレビ放送   | 1,290株 | 08.06% |
| ニッポン放送     | 0,960株 | 06.00% |
| 朝日新聞社       | 0,800株 | 05.00% |
| 中日新聞社       | 0,640株 | 04.00% |
| 日本経済新聞社   | 0,640株 | 04.00% |
| 読売新聞東京本社 | 0,640株 | 04.00% |
| 毎日新聞社       | 0,540株 | 03.37% |
| 西武鉄道         | 0,400株 | 02.50% |
| 房総開発         | 0,400株 | 02.50% |

## 番組とDJ
公式サイトのタイムテーブルおよびDJプロフィールを参照。

### 過去に放送していたワイド番組
- SUNRISE CRUISE
- TOKYO BAY MORNING
  - TOKYO BAY MORNING〜ACTIVE WEEKEND〜
    - ⇒ BAY MORNING・BAY MORNING〜ACTIVE WEEKEND〜
- MARIVE PARADISE ALLEY
- MARIVE MAGICAL PASSEGE
- MARIVE FRIDAY JAM（Delicious Morning / Brush up Afternoon）（RISA MIX / RIE MIX）
- MARIVE FUNKY SHUFFLE
- TOKYO BAY LINE 7300 ⇒ BAY LINE 7300 ⇒ BAY LINE GO!GO! ⇒  The BAY☆LINE
- GROOVE FROM K・WEST ⇒ MUSIC GENERATION FROM K・WEST ⇒ K・WEST ENTAME GENERATION
- INTER X-PRESS JAPAN - この番組の洋楽版「INTER X-PRESS」のみ継続中
- MUSIC PULSE
- CYBER TELEPHONE REQUEST
- POWER HITS COUNTDOWN〜MUSIC FOCUS
- JAPAN RENTAL LEAGUE HOT 30
- MARIVE TIME & STYLE
- FLY!DAY TRIPPER〜FROM SKY GATE〜
- POWER BAY WEEKEND
- DOUBLE FACE ⇒ JRA MUSIC TURF - レギュラーとして番組は終了したが、BAYFMで中央競馬に関するイベントを行う際や特別番組を放送する際はこのタイトルを使用する。
- マジアサ!
- RADIO SURPRISE!!
- MORNING GROOVE
- Amusement Updates
- 船橋タウンクルーズ
- POWER COUNTDOWN JAPAN HOT 30
- SUNDAY FEEL'IN POP
- SKY GATE TRAVELLIN'GROOVE!!
- ON8+1
- POWER BAY MORNING
- 金つぶ
- MOZAIKU NIGHT
- COUNTDOWN RADIO

## スタジオ

### 本社スタジオ
STUDIO MARIVE （1991年（平成3年）12月23日開設）
ワールドビジネスガーデン・マリブウエスト棟27階（千葉市美浜区・幕張新都心）
- 当初はサテライトスタジオ として使われていたが、千葉市中央区中央から幕張ワールドビジネスガーデンへ本社の移転にともない改装されて2006年12月1日に本社スタジオとなった。当初使われていたスタジオを第1スタジオとして合わせて5つのスタジオからなる。

### 現在使われているサテライトスタジオ
U-kari STUDIO（2003年10月オープン）
ユーカリプラザ1階（佐倉市ユーカリが丘・京成本線ユーカリが丘駅北口）
YAMAMAN presents MUSIC SALAD FROM U-kari STUDIO（月 - 木、12:00 - 12:51）
- U-kari STUDIOでインターネットラジオ「佐倉子供放送局」が収録されたことがある。2019年末に始まった、新型コロナの蔓延に伴い公開放送は休止。

### 過去に使われていたサテライトスタジオ

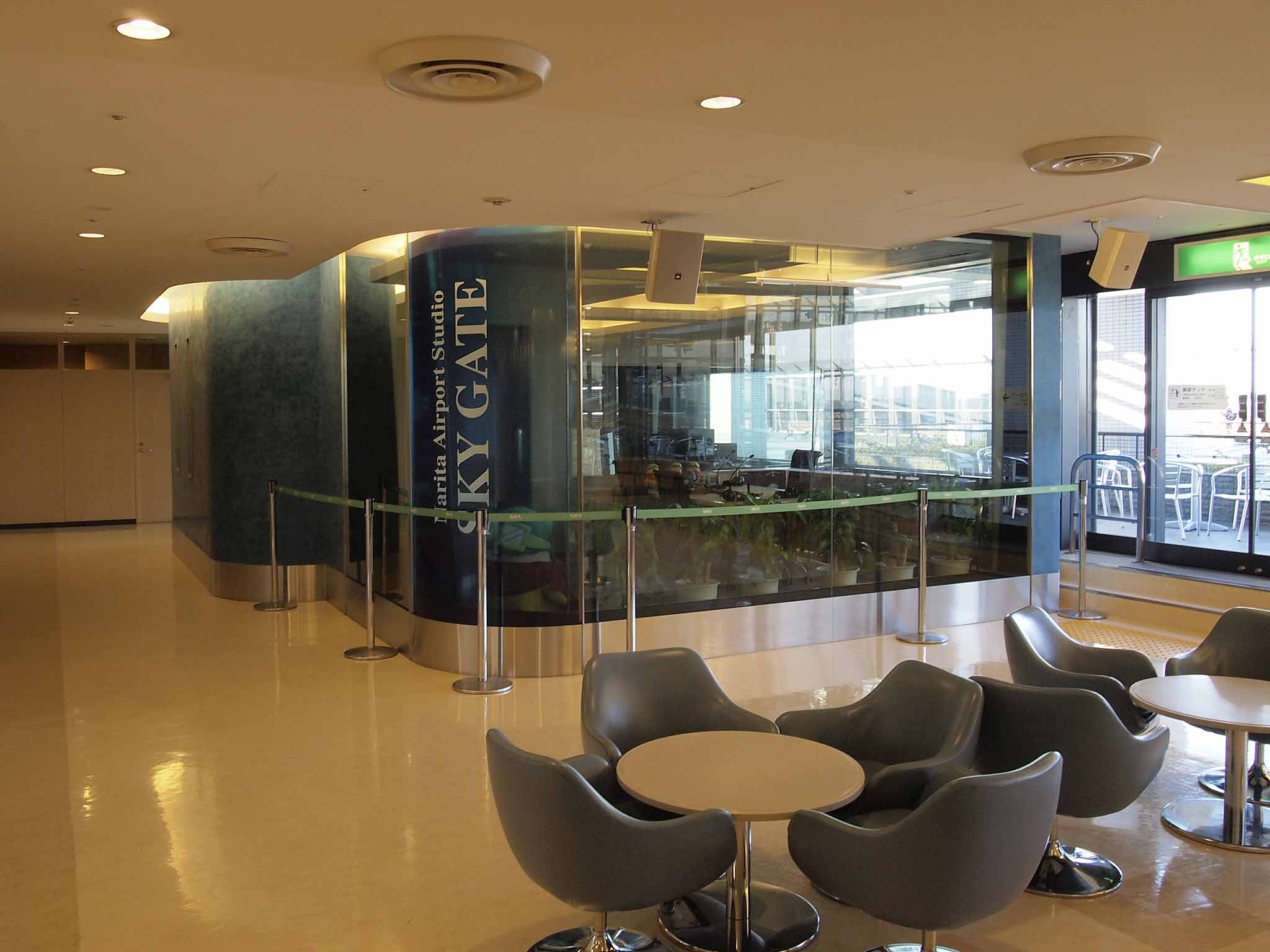
SKY GATE（成田国際空港）

NOA（1997年12月 - ?）
東京湾アクアライン海ほたるパーキングエリア（木更津市）
Palm Terrace（2000年7月 - 2001年頃?、夏季限定）
成東海岸（旧成東町）
TOWER STREET STUDIO
東京都渋谷区宇田川町 タワーレコード渋谷店1階
STUDIO K・WEST （1996年10月 - 2014年3月）
客席とのガラス等の間仕切りがない状態で公開放送を実施
柏高島屋ステーションモールの改装に伴い、流山おおたかの森ショッピングセンターに移転
1. 柏髙島屋ステーションモールS館8階（柏市・柏駅西口）（1996年10月 - 2007年3月。後に東急ハンズが入居）
2. 流山おおたかの森ショッピングセンター3階（流山市）（2007年4月 - 2014年3月）

JUNNE BOOTH（2005年4月 - 2016年9月）
そごう千葉店オーロラモールジュンヌ1階（千葉市中央区・千葉駅前センシティ）
公開放送終了後も店内放送用DJブースとして使用されていたが、オーロラモールジュンヌのリニューアルに伴い撤去。2017年9月からは毎週土曜日限定のDJブース「bayfm BOOTH」という形で設置。また、bayfm_It!水曜日でそごう店内を紹介するコーナー「Let’s SO GO!」でもbayfm BOOTHを使用することがある。
STUDIO IKSPIARI （株式会社オリエンタルランド所有・株式会社イクスピアリ運営、2000年7月 - 2019年3月）
イクスピアリ2階シネマイクスピアリ前（浦安市舞浜）
SKY GATE （成田国際空港株式会社所有、2006年6月 - 2019年3月）
成田国際空港第1ターミナル5階（成田市古込・成田空港駅下車） ※案内板には「見学ホール」と表示されている
- STUDIO IKSPIARIとSKY GATEはbayfm管理のサテライトスタジオではないため、他のラジオ局も使用し放送を行った実績がある。両スタジオを閉鎖時まで生放送で使用していた『KEIYOGINKO POWER COUNTDOWN REAL』と『SKY GATE KISS & SMILE』は2019年4月以降、いずれも本社STUDIO MARIVEからの生放送へ変更された。

## アナウンサー

### 情報アナウンサー
社員アナウンサーは所属しておらず、フリーアナウンサー・ナレーターを曜日替わりの情報アナウンサーとして配置し、UPDATES（ニュース）などを担当している。
- 月曜 - 木曜：11 - 18時台
- 金曜：12 - 18時台
- 土曜 - 日曜：8 - 19時台

基本的な担当時間帯は上記の通りだが、地震や台風など災害発生時、臨時ニュースなど緊急時、祝日などで特別番組編成時などは、それ以外の時間帯でも担当する。また一部CMナレーションを担当したり、番組の進行補助などを行うこともある。

#### 現在の担当者
- 斉藤ことえ（月曜、2021年8月2日 - ／オフィスキイワード所属）
- 堀之内優（火曜、2021年6月1日 - ／オフィスキイワード所属）
- 高島由紀子（水曜／アクロスエンタテインメント所属）
- 関家麻紀子（木曜／オフィスアール所属）
- 土井結貴（金曜、2016年10月7日 - ／オフィスキイワード所属）[注釈 18]
- 川田正美（土曜）
- 小野紫（日曜）[注釈 19]

所定の担当者が休演する際は、他曜日の担当者のいずれかが出演する。

#### 元アナウンサー
- 三島未佐子（現カゴメ株式会社）
- 中村美紗
- 長谷川彩
- 西村理江子
- 鹿島千穂
- 中村美佐子
- 渡之部陽子
- 高多真理
- 森田里穂
- 中川亜美子
- 西田舞
- 三浦裡子
- 佐藤史（最終期は月曜・金曜、2003年4月 - 2013年11月1日）
- 橋永晶子（金曜、2013年11月8日 - 2016年9月30日／ホリプロ所属）
- 沢野有希（最終期は火曜、2003年3月13日 - 2020年3月31日）
- 鶴渕さやか（火曜、2020年4月7日 - 2021年5月25日／オフィスキイワード所属）
- 野中智子（月曜、2013年11月4日 - 2021年7月26日）

## 時報スポットコマーシャル
時報はTBSラジオやTBSテレビが使用したものと同じものを使用しており、正時の2秒前からカウントされる2点時報で「ピ（ハ低音）、ピ（ハ低音）、ポーン（ハ高音）」である。
radikoはサービス開始当初から地上波の時報を削除していなかったが、2021年3月22日の放送からradikoは時報部分を無音処理している。時報時刻と提供企業の組み合わせは3か月に1回変わる。

### 時報スポット提供スポンサー（2025年04月現在）
- NTT東日本（平日8時前・10時前・12時前）
- ユアエルム（平日14時前・土曜日14時前・17時前・日曜日10時前・11時前）
- 富士住建（平日13時前[注釈 20]・17時前[注釈 21]）
- 広島建設セナリオハウス[注釈 22]（平日19時前・土曜日5時・7時・9時・11時・13時・16時・18時・20時・22時・日曜日6時・8時・12時・14時・17時・19時・21時前）
- ワールドハウス（郡建設）[注釈 23]（月、水、金の9時前・11時前のみ）
- 麺場 田所商店（平日18時前）
- カクタ（平日16時前・20時前）
- 東方地所（土曜日6時・8時・10時・12時・19時・21時前、日曜日5時前）

平日5時（月曜除く）,6時,7時,15時,21時,22時,火、木の9時,11時,土曜日15時,日曜日7時,9時,13時,16時,18時,20時,22時の時報はスポンサーがなく、20秒のCMの後、BAYFMの15秒ジングルを流すか、月 - 木 12:00 - のYAMAMANpresentsMUSICSALADのCMを5秒（の場合は10秒ジングル）、10秒（の場合は5秒ジングル）の後に情報アナウンサー土井結貴の音声で『お聞きのラジオはBAYFMです。○時をお知らせします』とアナウンスして時報になる。深夜と日曜日の15時前の時報は、スポンサーもジングルもなく時報になる。
まれにCMだけ流れてジングルは鳴らないという時間もある。ジングルはランダムに鳴るが、月曜5時のみ時報アナウンスのみが必ず流れる。
土曜日の深夜2 - 4時の「POWER ROCK TODAY」の時間帯は時報がカットされる。
年末 - 年始の年越しは、年にもよるが、DJのカウントダウンに続いて三秒前から時報することがある。

### 過去の時報スポット
- AGM オートギャラリー
- 富士通
- アイディホーム
- 関東鉄道グループ
- ららぽーとTOKYO-BAY
- 千葉そごう
- 東京ディズニーリゾート
- オートウェーブ
- 京葉学院
- オカムラホーム
- ペリエ
- 井澤興業
- アイダ設計
- ダイハツ千葉
- 美山
- ビレッジアップ
- AHCアットホームセンター
- 千葉県 Honda Cars

## BAYFM TRAFFIC UPDATES
「Updates (ベイエフエム)」を参照。